# Italiaans voetbalkampioenschap 1909/10
Het Italiaans voetbalkampioenschap 1909/10 was het dertiende kampioenschap (Scudetto) van Italië. Voor het eerst kwam er een heuse competitie die niet meer geografisch bepaald werd (al namen nog steeds enkel teams uit Ligurië, Lombardije en Piëmont deel). Milaan vaardigde vier teams af, Turijn en Genua twee en Vercelli een.

## Eindstand
|    | Team           | Ptn | Wed | W  | G | V  | DV | DT | +/− |
| -- | -------------- | --- | --- | -- | - | -- | -- | -- | --- |
| 1. | Internazionale | 25  | 16  | 12 | 1 | 3  | 55 | 26 | +29 |
| 1. | Pro Vercelli   | 25  | 16  | 12 | 1 | 3  | 46 | 15 | +31 |
| 3. | Juventus       | 18  | 16  | 8  | 2 | 6  | 28 | 19 | +9  |
| 4. | Torino         | 17  | 16  | 8  | 1 | 7  | 43 | 30 | +13 |
| 4. | Genoa          | 17  | 16  | 7  | 3 | 6  | 29 | 23 | +6  |
| 6. | Milan          | 13  | 16  | 6  | 1 | 9  | 23 | 36 | −13 |
| 6. | US Milanese    | 13  | 16  | 6  | 1 | 9  | 35 | 53 | −18 |
| 8. | Andrea Doria   | 11  | 16  | 5  | 1 | 10 | 18 | 39 | −21 |
| 9. | Ausonia Milano | 5   | 16  | 0  | 5 | 11 | 16 | 52 | −36 |

## Play-off
| Team #1      | Res.   | Team #2        |
| ------------ | ------ | -------------- |
| Pro Vercelli | 3 - 10 | Internazionale |

## Kampioenenploeg
- Campelli
- Fronte
- Zoller
- Yenni
- Fossati I
- Stebler
- Capra
- Peyer
- Peterly
- Aebi
- Schuler

Scudetto:
1898 ·
1899 ·
1900 ·
1901 ·
1902 ·
1903 ·
1904 ·
1905 ·
1906 ·
1907 ·
1908 ·
1909 ·
1909/10 ·
1910/11 ·
1911/12 ·
1912/13 ·
1913/14 ·
1914/15 ·
1915/16 · 1916/17 · 1917/18 · 1918/19 · 
1919/20 ·
1920/21 ·
1921/22 ·
1922/23 ·
1923/24 ·
1924/25 ·
1925/26 ·
1926/27 ·
1927/28 ·
1928/29

Serie A:
1929/30 ·
1930/31 ·
1931/32 ·
1932/33 ·
1933/34 ·
1934/35 ·
1935/36 ·
1936/37 ·
1937/38 ·
1938/39 ·
1939/40 ·
1940/41 ·
1941/42 ·
1942/43 ·
1944/45 ·
1945/46 ·
1946/47 ·
1947/48 ·
1948/49 ·
1949/50 ·
1950/51 ·
1951/52 ·
1952/53 ·
1953/54 ·
1954/55 ·
1955/56 ·
1956/57 ·
1957/58 ·
1958/59 ·
1959/60 ·
1960/61 ·
1961/62 ·
1962/63 ·
1963/64 ·
1964/65 ·
1965/66 ·
1966/67 ·
1967/68 ·
1968/69 ·
1969/70 ·
1970/71 ·
1971/72 ·
1972/73 ·
1973/74 ·
1974/75 ·
1975/76 ·
1976/77 ·
1977/78 ·
1978/79 ·
1979/80 ·
1980/81 ·
1981/82 ·
1982/83 ·
1983/84 ·
1984/85 ·
1985/86 ·
1986/87 ·
1987/88 ·
1988/89 ·
1989/90 ·
1990/91 ·
1991/92 ·
1992/93 ·
1993/94 ·
1994/95 ·
1995/96 ·
1996/97 ·
1997/98 ·
1998/99 ·
1999/00 ·
2000/01 ·
2001/02 ·
2002/03 ·
2003/04 ·
2004/05 ·
2005/06 ·
2006/07 ·
2007/08 ·
2008/09 ·
2009/10 ·
2010/11 ·
2011/12 ·
2012/13 ·
2013/14 ·
2014/15 ·
2015/16 ·
2016/17 .
2017/18 ·
2018/19 ·
2019/20 ·
2020/21 ·
2021/22 ·
2022/23 ·
2023/24 .
2024/25